# Familjen Gambino
Gambinofamiljen är en av de fem familjerna som styr delar av New Yorks organiserade brottslighet samt besitter inflytande över USA:s östkust och västerut ända till Kalifornien. Den uppges vara den största och mäktigaste maffiafamiljen i New York. Familjen grundades på 1910-talet men har sitt namn efter Carlo Gambino som styrde familjen från 1957 till 1976.
Familjens verksamhet omfattar bland annat: Beskyddarverksamhet, konspiration, ocker, penningtvätt, mord, narkotika, utpressning och hasardspel.